# Spragueia dama
Spragueia dama là một loài bướm đêm trong họ Noctuidae.